# میکرولینک
میکرولینک (انگلیسی: MicroLink) یک شرکت فناوری و آی‌اس‌پی بود که در سال ۱۹۹۱ در تالین، استونی تاسیس شده و در سال ۲۰۱۱ در شرکت الیون ادغام و منحل شد.